# ゆめタウン三豊
ゆめタウン三豊（ゆめタウンみとよ）は、香川県三豊市豊中町本山にある、株式会社イズミが運営するショッピングセンター。

## 概要
ゆめタウンの香川県2号店として開業した。
この場所はかつて松下寿電子工業（現・PHC）の工場があった。工場の閉鎖後、合併前の旧豊中町が新市役所の建設用地として購入したが、財政難のため新市役所建設が白紙撤回された。そこで用地がイズミに売却され、建設された。
ホームセンターのDCM、家電量販店のエディオンが準核店舗として出店している。
ゆめタウン高松と同様に高速道路のインターへのルート上に位置するため、このショッピングセンターの名前を冠した高速バスのバス停が目の前に設置されている。

## 主なテナント
詳細は公式ウェブサイト参照
- GU
- エディオン
- 無印良品
- 宮脇書店
- セリア

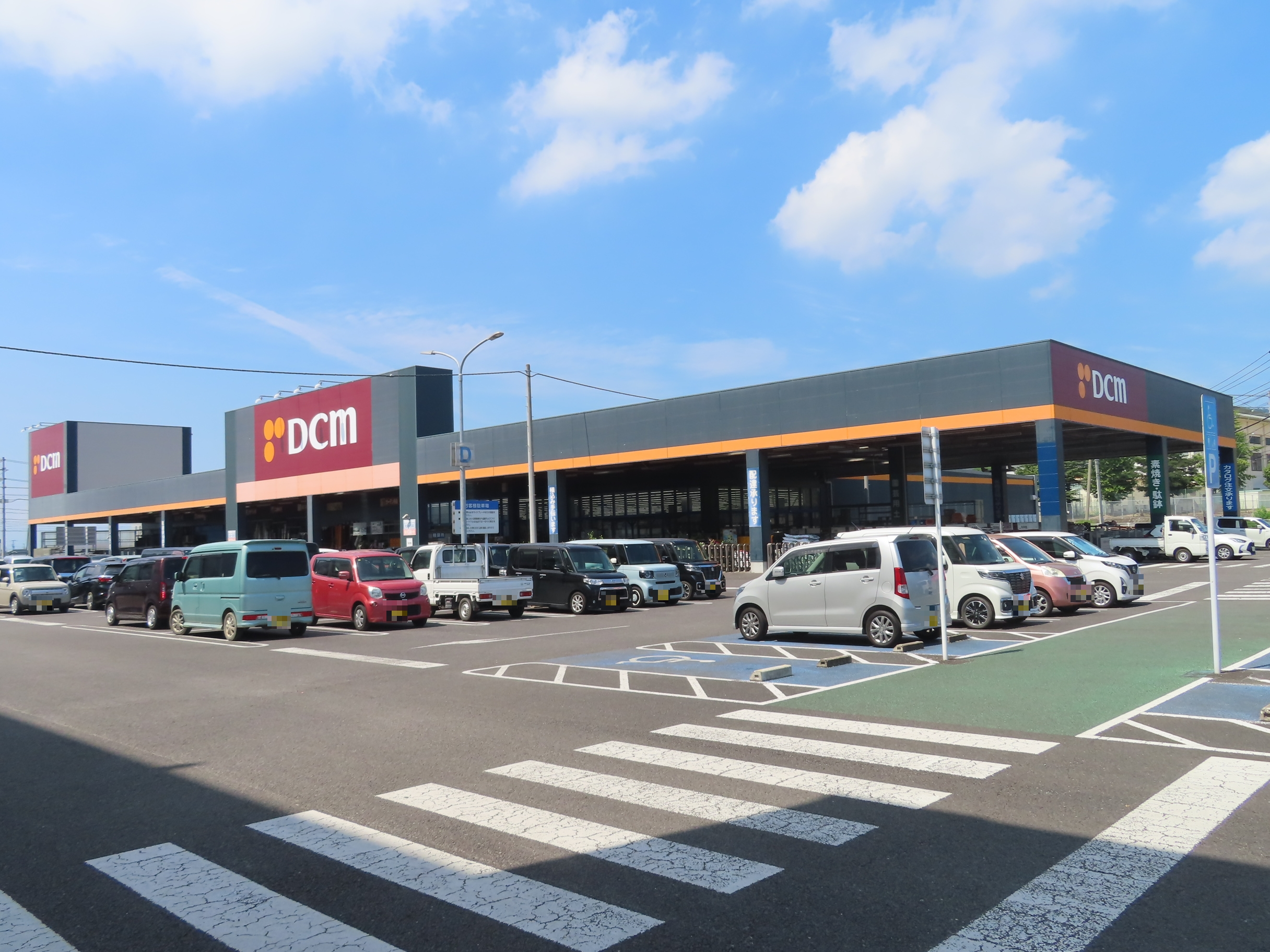
DCM三豊店
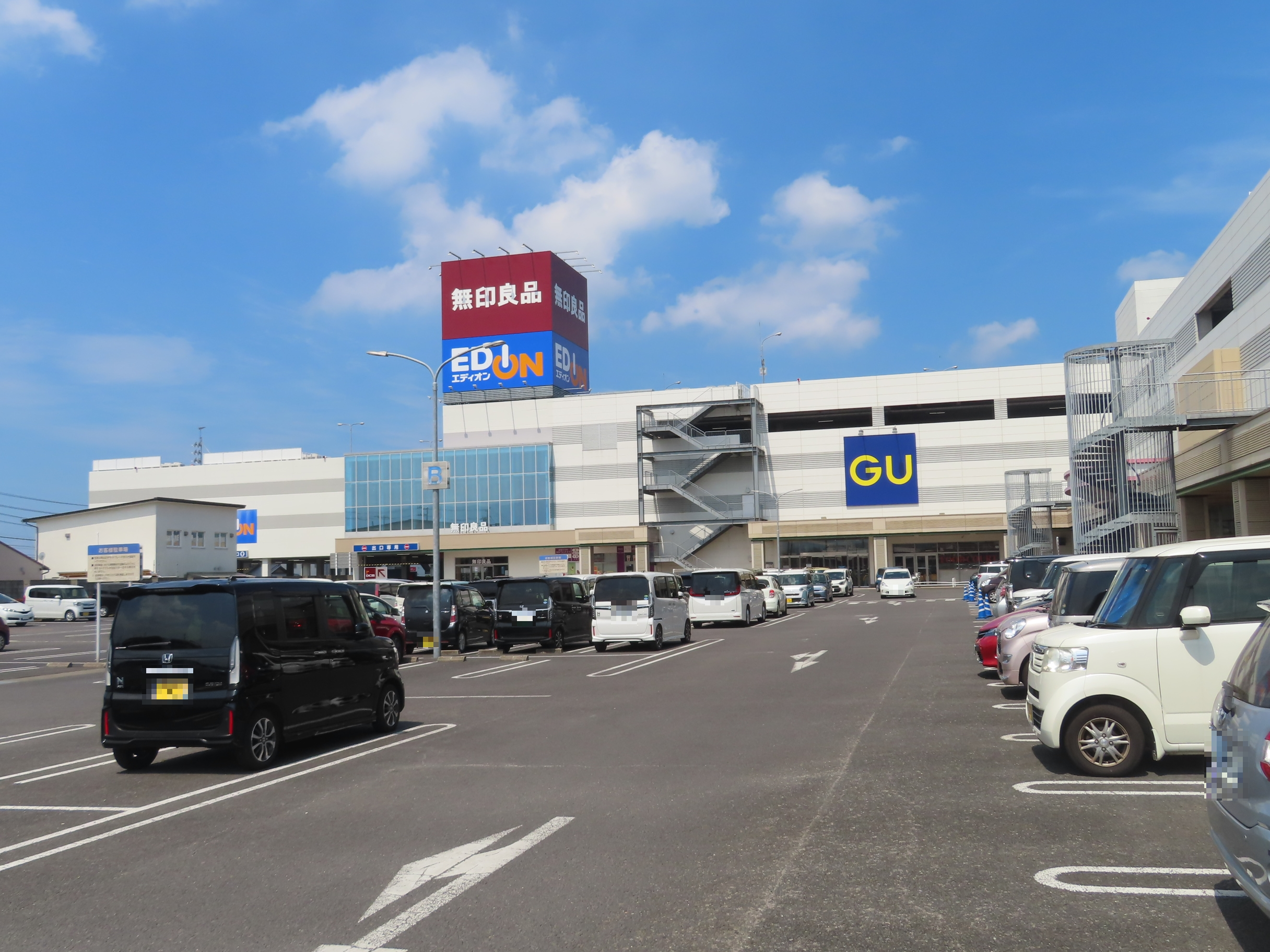
無印良品・エディオン・GUの看板が設置されている

## 過去に存在したテナント
- ニトリ ゆめタウン三豊店
- メガネの田中
- 長崎ちゃんぽん
- サブウェイ

## 交通
- JR予讃線本山駅下車徒歩15分
- 三豊市コミュニティバス六ノ坪バス停下車すぐ
- 高速バス：ジェイアール四国バス観音寺エクスプレス ゆめタウン三豊バス停前
- 国道11号直結